# Merville-Franceville-Plage
Merville-Franceville-Plage là một xã ở tỉnh Calvados, thuộc vùng Normandie ở tây bắc nước Pháp.

## Dân số
| Năm | 1962 | 1968  | 1975  | 1982  | 1990  | 1999  |
| --- | ---- | ----- | ----- | ----- | ----- | ----- |
| Dân số | 948  | 1 046 | 1 184 | 1 309 | 1 317 | 1 521 |
| From the year 1962 on: No double counting—residents of multiple communes (e.g. students and military personnel) are counted only once. |      |       |       |       |       |       |